# Бессмертный (фильм, 2019)
«Бессмертный» (итал. L'immortale) — итальянский криминальный фильм, в главной роли сыграл Марко Д’Аморе. Фильм является одновременно приквелом и продолжением событий после окончания третьего сезона телесериала «Гоморра».

## Сюжет
После того как Дженнаро Савастано едва не застрелил Чиро ДиМарцио в лодке в Неаполитанском заливе, Чиро был спасен и получил медицинскую помощь, оставаясь инкогнито. Затем его нанимает криминальный авторитет Дон Аниелло Пасторе, связанный с русской мафией в Латвии, которую возглавляет Юрий Добешенко. Эти две силы находятся в конфликте с местными латышскими бандами.
Чиро переезжает в Латвию, чтобы стать переговорщиком Пасторе с Добешенко. Однако вскоре его похищает латвийская банда, требуя взамен продажи кокаина итальянцам.
Чиро вновь встречается со своим наставником детства Бруно, который под покровительством Пасторе занимается переработкой импортной одежды под «дизайнерскими марками». Бруно выступает в роли посредника между Чиро и латышами. Он предоставляет жилье Чиро и его бандитской семье, состоящей из Вирджилио и его жены Веры.
Чиро якобы везет наркотики на встречу с латышами. Однако в партии оказываются русские, которые убивают большинство латышей, а наркотики Бруно доставляет Добешенко. Семья Бруно сомневается в безопасности переработки большого количества кокаина, но понимает, что у них нет выбора, особенно после того, как Чиро выплачивает крупную сумму из России. Он заявляет, что семья Бруно будет работать на него, а не на Пасторе.
Вирджилио приносит новости об ухудшении ситуации в Неаполе, но о безопасности Дженнаро Савастано. Когда Чиро допрашивают, он объясняет, что попросил Дженнаро застрелить его.
Год спустя, когда Бруно сообщает Чиро, что решил вернуться в Неаполь, латыши силой похищают еще одну партию наркотиков. Добешенко заявляет, что ответственность за пропажу лежит на Чиро, и он должен вернуть наркотики. Чтобы доказать свою точку зрения, Добешенко застреливает Вирджилио.
Чиро ведет Бруно на переговоры с латышами, говоря им, что тот перешел на другую сторону. Он возвращается и советует женам банды Бруно быть осторожными, а также просит помощи Веры. Чиро снова берет Бруно на встречу с латышами, и они едут вместе в автоколонне с латышом на буксире; машины латышей взрываются. Чиро говорит Бруно, что знал о его помощи в организации латвийского рейда. Бруно выражает свое негодование на Чиро за все, чего тот достиг, чего он не делал. Чиро рассказывает о своей горечи по поводу того, что Бруно стал причиной смерти Стеллы, девушки Бруно, но отказывается убивать его, поскольку это слишком просто.
Прибывает конвой Добешенко с Верой в качестве заложницы. Веру освобождают, и Бруно уходит в лес. Добешенко говорит, что врагов всегда нужно убивать; Чиро стреляет в него, говоря телохранителям Добешенко, что теперь нет боссов, с чем они соглашаются.
Позже Чиро получает отрубленную голову дона Аниелло Пасторе, и подъезжает машина с Дженнаро Савастано; они с Чиро идут навстречу друг другу.

## Флешбэки
На протяжении всего фильма происходят воспоминания Чиро о его ранней жизни в Неаполе. Чиро был спасен младенцем во время землетрясения в Неаполе в 1980 году, в результате которого погибла его семья. В детстве он был отправлен в детский дом, где попал под влияние Бруно, мелкого преступника, который контролировал уличную банду похитителей детей и сотрудничал с неаполитанским гангстером и контрабандистом «Черный дрозд» («o Merlo»). Бруно, недовольный своим вознаграждением от Черного дрозда, пришел в восторг, когда получил место в банде, занимающейся контрабандой сигарет. Из-за его не по годам развитого таланта и привязанности к нему Бруно пригласил Чиро посмотреть, как его девушка Стелла поет в клубном ресторане. Чиро был без ума от нее.
Во время операции по контрабанде для Черного дрозда полиция преследовала катера Бруно, в одном из которых находились Чиро и Бруно. Чиро пожертвовал собой и спас остальных, прыгнув в воду, преследователи остановились, чтобы спасти его. Черный Дрозд выразил свою признательность Чиро и недовольство Бруно, который поставил под угрозу его операцию. Во время более поздней контрабандной вылазки Бруно выгрузил контрабанду для собственного использования в отместку за пренебрежение Черного Дрозда. Осознав свою ошибку и необходимость извиниться, он послал Чиро пригласить Черного Дрозда на встречу, на которой Черный Дрозд попал в засаду, но ему удалось сбежать. Позже, в отместку за засаду, Стелла была застрелена, когда выходила из клуба, на глазах у Чиро.
Вернувшись в Секондильяно, Чиро был встречен Аттилио, который пригласил его встретиться с доном Пьетро Савастано.

## В ролях
- Марко Д’Аморе — Чиро Ди Марцио;
- Сальваторе Д’Онофрио — Бруно;
- Джузеппе Айелло — молодой Чиро Ди Марцио;
- Джованни Вастарелла — молодой Бруно;
- Марианна Робустелли — Вера;
- Мартина Аттанасио — Стелла;
- Дженнаро ди Коландреа — Вергилий;
- Нелло Маскиа — дон Аньелло Пасторе;
- Алексей Гуськов — Юрий Добешенко;
- Сальваторе Эспозито — Дженнаро «Дженни» Савастано.

## Производство

### Развитие
На протяжении всех съёмок телесериала «Гоморра», работая над своим персонажем Чиро Ди Марцио, Марко Д’Аморе неоднократно думал о написании истории о детстве его персонажа. После написания достаточного количества материала он подумал, что это может стать сценарием для кросс-медийного проекта между кино и телевидением.

### Съёмки фильма
Съёмки начались 5 мая 2019 года или 17 мая 2019 года в Риме, продолжившись в Неаполе, в основном в северной его части (реконструкция города в 1980-х годах); Риге (Латвия) и некоторых городах Франции, включая Париж, Марсель, Воклюз и Авиньон. Съемки закончились 13 июля 2019 года.

## Приём

### Сборы
В первые выходные проката фильм стал самым популярным в Италии со сборами в 2 816 155 евро. В общей сложности сборы составили 6 миллионов евро.

### Критика
Фильм получил положительные отзывы. Роза Майуккаро из «Wired» написала, что «фильм „Бессмертный“ — это не перезапуск „Гоморры“, а важная новая глава в саге».